# سارة مالدورور
سارة مالدورور (بالإنجليزية: Sarah Maldoror) (19 يوليو 1929 − 13 أبريل 2020)، هي مُخرجة فرنسية من أصل غوادلوبي.

## وصلات خارجية
- سارة مالدورور في قاعدة بيانات الأفلام على الإنترنت